# Zo diep
Zo diep is een lied van de Nederlandse rapper Ashafar. Het werd in 2022 als single uitgebracht.

## Achtergrond
Zo diep is geschreven door Monsif Bakkali en Zakaria Abouazzaoui en geproduceerd door Monsif. Het is een nummer dat past in de genres nederhop en trap. In het lied rapt Ashafar over een vrouw waar hij graag bij zou willen zijn, maar door problemen in het verleden en het verlangen om met zijn mannelijke vrienden te chillen, niet met haar is. Uiteindelijk besluit Ashafar dat hij toch niet met haar wil zijn. Ashafar rapt in het Nederlands in het nummer, maar het refrein is in het Engels ingezongen.

## Hitnoteringen
De artiest had bescheiden succes met het lied in Nederland. Het stond op de vijftigste plaats van de Single Top 100 in de enige week dat het in deze hitlijst te vinden was. De Top 40 en haar Tipparade werden niet bereikt.